# Лебедева, Эмилия Исаковна
Эми́лия Иса́ковна Ле́бедева (урождённая Сиказа́н; 27 декабря 1924, Армянск — 25 апреля 2015, Симферополь) — советский, украинский и российский караимовед, педагог и краевед.

## Биография
Родилась 27 декабря 1924 года в Армянске в караимской семье. Отец — Исаак Маркович Сиказан (1897—1972), выпускник Александровского караимского духовного училища, преподаватель (с сентября 1918 года) древнееврейского языка при евпаторийском караимском мидраше, участник Великой Отечественной войны, работал в сельском хозяйстве. Мать — Вера Яковлевна, урождённая Круглевич (1898—1975), сестра караимоведа И. Я. Неймана (Круглевича), по образованию врач (училась на Одесских высших женских медицинских курсах), работала бухгалтером в банке.
В 1941 году окончила 9 классов. Из-за начавшейся войны в школе был развёрнут прифронтовой госпиталь, где Эмилия работала санитаркой и курьером. Вместе с матерью и братом эвакуировалась вначале на Кавказ, а затем в Туркмению. Работала на хлопковых полях, овладела разговорным туркменским языком. По окончании войны семья Сиказанов поселилась в с. Воинка Красноперекопского района, так как Армянск был уничтожен во время боевых действий. В 1948 году окончила историко-филологический факультет Крымского педагогического института имени М. В. Фрунзе. Первоначально работала в сельской школе. В 1955 году перевелась в Симферополь в железнодорожную школу № 35, а потом в вечернюю школу. Преподавала историю и обществоведение.
В 2000 году получила гражданство Российской Федерации.
Умерла 25 апреля 2015 года в Симферополе.

### Семья
Муж — Николай Петрович Лебедев (? — 1974), ветеран Великой Отечественной войны.
- Сын — Вячеслав Николаевич Лебедев (1951, Синельниково — 30 января 2023, Симферополь[9]), журналист и общественный деятель, пресс-секретарь Президента Республики Крым Ю. А. Мешкова в 1994—1995 годах, бывший председатель симферопольской караимской религиозной общины «Карайлар» и симферопольского национально-культурного караимского общества «Карайлар»[1][10][11][12]. Гражданин Российской Федерации с 2000 года[8];
- Дочь — Вера Николаева Лебедева (Зыскина)[13].

Младший брат — Марк Исакович Сиказан (1929—2014), инженер-кораблестроитель, жил и работал в Николаеве, ряд лет возглавлял местное караимское общество и областное общество защиты прав потребителей.

## Караимоведение
После выхода в 1982 году на пенсию занималась исследованиями по вопросам караимской истории и культуры. В 1992 году тиражом 30 тысяч экземпляров опубликовала кулинарную книгу «Рецепты караимской кухни», рецензентом которой выступил Ю. А. Полканов. На основе работы с архивным фондом Таврического и Одесского караимского духовного правления написала несколько книг, среди которых: «Очерки по истории крымских караимов-тюрков», «Пример для потомства», «Крымская война и караимы» и др. Сотрудничала с Международным институтом крымских караимов (США), возглавляемым профессором В. И. Кефели, в соавторстве с которым выпустила книгу «Караимы — древний народ Крыма». В 3-м томе Караимской народной энциклопедии помещена её статья «Фамилии и имена караимов». Ряд исследований посвящены истории создания и деятельности Таврического и Одесского караимского духовного правления, участию караимов в Первой мировой войне и биографии газзана С. А. Бейма. В 2005 году вместе с сыном Вячеславом Лебедевым подготовила к печати второе издание «Русско-караимского словаря» одесского караима Б. З. Леви. В 2006 году под редакцией Э. И. и В. Н. Лебедевых вышла книга В. С. Тонгура «Фронтовой дневник (1941—1945)».

### Критика
По мнению историка Татьяны Щёголевой, в своих работах Э. И. Лебедева придерживалась «менее радикальной позиции относительно истории караимов, чем Ю. А. Полканов и М. С. Сарач, тем не менее, однозначно считая караимов народом тюркского происхождения».
Председатель петербургского караимского общества Ромуальд Айваз считал, что авторы книги «Караимы — древний народ Крыма» «не определили чётко свои позиции по основному вопросу караимоведения».
Высоко оценивает труды Э. И. Лебедевой теолог и культуролог Дмитрий Щедровицкий: 

Все исследования автора основаны на достоверных фактах, поскольку написанию книг предшествуют периоды напряженной работы в архивах, а также собирания живых свидетельств о прошлом. Привлекает и широта, масштабность подхода автора к описываемому: факты всегда представлены на фоне общенациональной караимской, а порой и мировой истории.— Д. В. Щедровицкий. «Феномен караимов»
Как отмечают историки Дмитрий Прохоров и Олег Белый, книга «Очерки по истории крымских караимов-тюрков» «грешит неточностями, допущенными при изложении материала: в ряде случаев научно-справочный аппарат требует серьёзной корректировки (в частности, неточны приведённые Э. И. Лебедевой ссылки на некоторые архивные дела; искажено содержание ряда документов и т.д.)».

## Награды и премии
- Медаль «Ветеран труда»[4]
- Медаль «За доблестный труд в Великой Отечественной войне 1941—1945 гг.» (1996)[26]
- Девять юбилейных медалей[4]
- Премия Ассоциации национальных обществ и общин народов Крыма и Крымского республиканского фонда культуры (27 сентября 2000) — за вклад в развитие многонациональной культуры[18]

### Книги
- Рецепты караимской кухни. — Симферополь : Редотдел крымского комитета по печати, 1992. — 272 с. — ISBN 5-7707-2620-2
- Очерки по истории крымских караимов-тюрков. — Симферополь, 2000. — 116 с.
- Пример для потомства. — Симферополь, 2002. — 107 с. — ISBN 966-7348-07-5[16]
- Караимы — древний народ Крыма / В. И. Кефели, Э. И. Лебедева. — Симферополь, 2003. — 135 с.
- Свадьбы. — Симферополь, 2003. — 72 с. — ISBN 966-522-177-10
- Крымская война и караимы. — Симферополь, 2004. — 79 с. — ISBN 966-7348-21-0
- Кулинарное искусство народов Крыма. — Симферополь, 2004. — 483 с. — ISBN 966-7348-15-6

### Статьи
- Московский предприниматель, благотворитель и меценат И. Д. Пигит // Караимы и Москва. — М.: Издательство Межрегиональный центр отраслевой информатики Госатомнадзора России, 1997. — С. 26—28.
- Фамилии и имена караимов. — М., 1997. — Т. 3 : Язык и фольклор караимов. — С. 237—274. — (Караимская народная энциклопедия : в 6 т. / гл. ред. М. С. Сарач ; 1995—2007). — ISBN 5-201-14258-3.
- Участие караимов в Крымской войне 1853—1856 гг. // Научно-практическая конференция, посвящённая 145-летию окончания первой героической обороны Севастополя. — Симферополь: Таврия-Плюс, 2001. — С. 85—95.
- Московские караимы в Российской империи // Москва — Крым. Историко-публицистический альманах. — М., 2001. — Вып. 3. — С. 283—300.
- Московские караимы в Российской империи (окончание) // Москва — Крым. Историко-публицистический альманах. — М., 2002. — Вып. 4. — С. 302—312.
- Российские караимы в Первую мировую войну (период 1914—1916 гг.) // Karaj kiuńlari. Dzedzictwo Narodu Karaimskiego we Współczesnej Europie. — Wrocław : Bitik, 2004. — s. 270—278. — ISBN 83-920068-0-1.
- Борис Захарович Леви (1925—2004). — В: Русско-караимский словарь: крымский диалект : 8120 слов / сост. Б. З. Леви // 2-е изд., доп. — Симферополь : ЧП «Эльиньо», 2005. — С. 120—123. — (Караимское наследие).
- Караимская диаспора в Харбине // Международная конференция к юбилею 610-летия поселения татар и караимов в Великом княжестве Литовском. — Вильнюс, 2007.

### Комментарии
1. ↑  Официальная дата рождения (из-за ошибки паспортного стола) — 27 декабря 1927 года[1]
2. ↑  По другим данным — в 1985 году[16]